# 콘테사
《콘테사》(이탈리아어: Contessa)는 2018년 방영된 필리핀의 드라마이다.